# راد (وحدة)
راد هي وحدة «قديمة» لقياس جرعة الأشعة المؤينة للجسم ورمزها rad ، عن الإنجليزية radiation absorbed dose .
قدمت تلك الوحدة للاستخدام عام 1918 وكان تعريفها بأنها كمية الأشعة السينية التي تؤدي عند امتصاصها بتدمير الخلايا الحية المعرضة لها . وقد عرّفت بعد ذلك عام 1953 بأنها جرعة الأشعة التي تتسبب في امتصاص 100 إرج من الطاقة في 1 جرام من المادة. ثم أعيد صياغتها عام 1970 بأنها الجرعة التي تتسبب في امتصاص طاقة قدرها 01و0 جول في 1 كيلوجرام من المادة .
انتهى استخدام راد وحدةً لقياس جرعة الأشعة عام 1978 واستعيض عنها بوحدة جراي.

## اقرأ أيضا
- زيفرت
- هيئة دولية للوقاية من الإشعاع
- جراي (وحدة)
- رونتغن (وحدة)
- أشعة سينية
- أشعة غاما